# Down to the Bone (Band)
Down to the Bone ist eine britische Acid-Jazz-Band. Der Name leitet sich ab von einem ehemaligen Londoner Club namens To The Bone, der in der Villa Stefano im Stadtteil Holborn gelegen war. Gegründet wurde sie Ende 1995 von Stuart Wade und Chris Morgans (der zwischenzeitlich ausgetreten ist). Die Gruppe ist sehr populär in Großbritannien. Down to the Bone gelten Angaben der Band zufolge als „Könige des britischen Jazz Groove“, ein Musikstil gemischt aus Funk und Jazz. Laut Discogs besteht die Gruppe aus den Mitgliedern Graham Flowers, Imaani, Neil Angilley, Simon Greenaway und Stuart Wade.

## Diskografie
- 1997 From Manhattan to Staten
- 1999 The Urban Grooves : Album II, mit Keyboarder Reuben Wilson
- 2000 Spread the Word : Album III
- 2002 Crazy Vibes & Things, mit Hil St. Soul
- 2004 Cellar Funk, gesungen von Flora Purim
- 2005 Spread Love Like Wildfire, mit N’Dambi und Flötist Jeremy Steig
- 2007 Supercharged, mit Vibraphonist Roy Ayers
- 2009 Future Boogie, mit Hil St. Soul und Roy Ayers
- 2011 The Main Ingredients, mit Imaani
- 2014 Dig It, mit Katie Leone